# Import
Import är köp och införsel av varor över en landgräns, eller över en tullgräns, till exempel från Finland till Åland.
Importen påverkar bruttonationalprodukten negativt.
Statistik över Sveriges import framställs av Statistiska centralbyrån och syftar till att belysa Sveriges utrikeshandel med varor och länder. 